# Allart van Everdingen
Allart van Everdingen, nizozemski slikar, * 1621, Alkmaar, † 1675, Amsterdam.